# Balkana
Balkana je kompleks od dva umjetna jezera kod Mrkonjić Grada, uz cestu Jajce – Bihać. Smještena su u okviru istoimenog turističko-rekreativnog centra
Jezera su nastala 70-ih godina 20. stoljeća, a nazivaju se Velikim i Malim jezerom. Ovalnog su oblika. Vodom se napajaju iz planinskih potoka Cjepalo i Skakavac te sublakustrijskih izvora ispod Velikog jezera. Jedina otoka je Crna rijeka, koja se ulijeva u Vrbas. 
Veliko jezero je bogato ribom: amur, linjak, pastrva i dr.

## Vanjske poveznice
|  | Zajednički poslužitelj ima još gradiva o temi Balkana |